# Chakra (programma televisivo)
Chakra è stato un programma televisivo italiano di attualità, politica e cultura, condotto dalla scrittrice Michela Murgia, andato in onda il sabato alle 18 su Rai 3 dal 30 settembre 2017 per 6 puntate.

## Il programma
Il programma vede la scrittrice "duellare" su un tema. Si tratta dell'esordio alla conduzione televisiva della Murgia, reduce dall'esperienza a Quante storie (che le è valso l'imitazione da parte di Virginia Raffaele).

## Puntate
| Puntata | Titolo                          | Messa in onda     | Ospiti                                                   | Telespettatori | Share |
| ------- | ------------------------------- | ----------------- | -------------------------------------------------------- | -------------- | ----- |
| 1       | Dark web                        | 30 settembre 2017 | Selvaggia Lucarelli e Federica Manzon                    | 424.000        | 3.6%  |
| 2       | Le nuove maternità              | 07 ottobre 2017   | Daniela Danna, Nichi Vendola e Donatella di Pietrantonio | 376.000        | 3.1%  |
| 3       | Ius soli                        | 14 ottobre 2017   | Paolo Diop e Chaimaa Fatihi                              | 394.000        | 3.1%  |
| 4       | Perché abbiamo bisogno di eroi? | 21 ottobre 2017   | Giordano Bruno Guerri e Vanna Vinci                      | 506.000        | 3.8%  |
| 5       | Carnivori contro vegani         | 28 ottobre 2017   | Giuseppe Cruciani, Pietro Leemann e Carlo D'Amicis       | 709.000        | 4.8%  |
| 6       | L'immaginario femminile         | 4 novembre 2017   | Guillermo Mariotto e Teresa Ciabatti                     | 633.000        | 4.1%  |